# Leontopodium
Leontopodium é um género botânico pertencente à família Asteraceae. O grupo contém cerca de 60 espécies, entre as quais o edelweiß, a flor mais conhecida dos Alpes.
1. ↑  «Leontopodium — World Flora Online». www.worldfloraonline.org. Consultado em 19 de agosto de 2020